# Deconstruction Records
A Deconstruction Records é uma gravadora britânica fundada em 1987 por Pete Hadfield e Keith Blackhurst, juntamente com Mike Pickering, do M People. Segundo a revista DJ Magazine, é "conhecida pela união da credibilidade e da diversidade underground com uma atitude de mente aberta em relação ao pop".

## Artistas
A princípio, se especializou em lançar canções de house como "Rhythm Is a Mystery", do K-Klass, e "Is There Anybody Out There?" do Bassheads, além de produzir o M People, mas também teve um recorde ao promover artistas do underground como Dave Clarke. Algumas das canções de sucesso são o hit número 2 no Reino Unido "Children", de Robert Miles, "Don't You Want Me", de Felix, duas vezes no Reino Unido, e o hit número 7 da banda de techno italiana U.S.U.R.A, "Open Your Mind".
Foi o lar de Kylie Minogue em meados dos anos 90, quando trabalhava com Saint Etienne, Brothers in Rhythm (que produziu seu single "Confide in Me") e outros.
Entre os outros artistas que fizeram parte do catálogo da gravadora, estavam Guru Josh, Black Box, M People, Way Out West, Sasha, Jam Machine e Republica. Também lançou álbuns de Lionrock, Death in Vegas e Dub Pistols através de sua subsidiária Concrete Records.

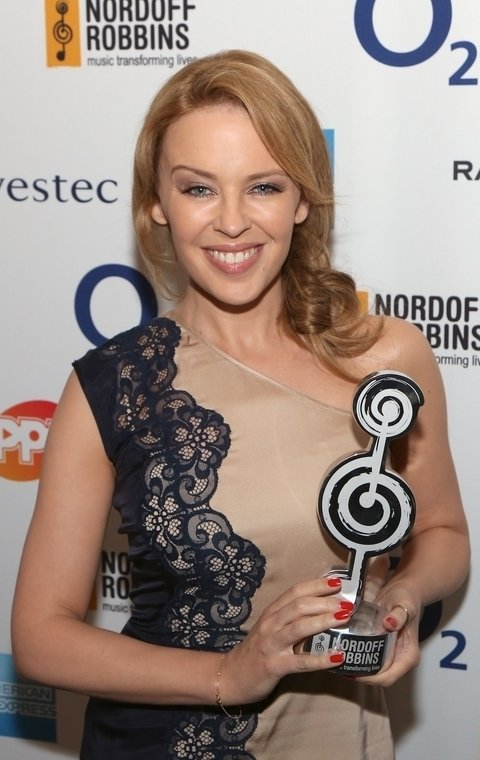
Kylie Minogue

## Histórico comercial
A distribuição foi feita em parcerias com a Parlophone, para bandas como K-Klass e Bassheads, e a RCA Records para  os demais (embora o M People tivesse um acordo separado com a Epic nos Estados Unidos, sua gravadora principal era responsável pelos seus lançamentos nos Estados Unidos). Foi adquirida pela alemã BMG em 1993, e suas operações se encerraram em 1998, quando o M People lançou seu próprio selo, M People Records, para o lançamento de seu álbum Fresco. A Sony Music comprou a parcela da BMG na Sony BMG Music Entertainment em 2008, pondo fim à Deconstruction e à Concrete.

## Ortografia
A Deconstruction Records foi escrita de várias maneiras, incluindoː
- De Construction Records (pré-lançamentos da BMG)
- deConstruction Records
- Deconstruction Records

## Relançamento em 2009
A Sony e o Three Six Zero Group relançaram o selo em julho de 2009, novamente sob o comando de Mike Pickering, com o lançamento de "Xpander", de Sasha, em agosto de 2009. Eles relançaram parte de seu catálogo anterior e anunciaram contratações de novos artistas no final de 2009, incluindo Axwell, Diagram of the Heart, Retro/Grade e Way Out West. Em maio de 2010, Calvin Harris foi contratado para chefiar da equipe de A&R da recém-relançada gravadora Deconstruction.